# Liste der Biografien/Manr
Liste der Biografien |
Portal Biografien |
Personensuche
# |
A |
B |
C |
D |
E |
F |
G |
H |
I |
J |
K |
L |
M |
N |
O |
P |
Q |
R |
S |
T |
U |
V |
W |
X |
Y |
Z |
?
 
Ma |
Mb |
Mc |
Md |
Me |
Mf |
Mg |
Mh |
Mi |
Mj |
Mk |
Ml |
Mm |
Mn |
Mo |
Mp |
Mq |
Mr |
Ms |
Mt |
Mu |
Mv |
Mw |
Mx |
My |
Mz
 
Maa |
Mab |
Mac |
Mad |
Mae |
Maf |
Mag |
Mah |
Mai |
Maj |
Mak |
Mal |
Mam |
Man |
Mao |
Map |
Maq |
Mar |
Mas |
Mat |
Mau |
Mav |
Maw |
Max |
May |
Maz
 
Mana |
Manb |
Manc |
Mand |
Mane |
Manf |
Mang |
Manh |
Mani |
Manj |
Mank |
Manl |
Mann |
Mano |
Manp |
Manq |
Manr |
Mans |
Mant |
Manu |
Manv |
Manw |
Many |
Manz
Die Liste der Biografien führt alle Personen auf, die in der deutschsprachigen Wikipedia einen Artikel haben. Dieses ist eine Teilliste mit 19 Einträgen von Personen, deren Namen mit den Buchstaben „Manr“ beginnt.

## Manr

### Manre
- Manresa Formosa, Luis (1915–2010), guatemaltekischer Geistlicher, Bischof von Quetzaltenango, Los Altos in Guatemala

### Manri
- Manring, Charles (1929–1991), US-amerikanischer Ruderer und Marineoffizier
- Manring, Michael (* 1960), US-amerikanischer Elektro-Bassist
- Manrique de Lara, Maria (1538–1608), spanische Adlige und Hofdame
- Manrique de Zúñiga, Álvaro (1532–1604), Vizekönig von Neuspanien
- Manrique Hurtado, Jorge (1911–1995), bolivianischer Geistlicher, Erzbischof von La Paz
- Manrique, Ángel (1577–1649), zisterziensischer Historiker, Bischof
- Manrique, César (1919–1992), spanischer Künstler, Architekt, Bildhauer und Umweltschützer von Lanzarote
- Manrique, Domingo (* 1962), spanischer Segler
- Manrique, Fabian (* 1994), argentinischer Langstreckenläufer
- Manrique, Jaime (* 1949), kolumbianischer Schriftsteller
- Manrique, Jorge († 1479), spanischer Dichter
- Manrique, Jorge Alberto (1936–2016), mexikanischer Kunsthistoriker und -kritiker
- Manrique, Julio (* 1973), katalanischer Schauspieler und Regisseur
- Manrique, Luis (* 1955), kolumbianischer Radrennfahrer
- Manrique, Silvia (* 1973), spanische Hockeyspielerin
- Manrique-Smith, Daniel (* 1982), peruanischer Jazz- und Fusionmusiker (Flöten)
- Manríquez y Zárate, José de Jesús (1884–1951), mexikanischer Geistlicher, Bischof von Huejutla
- Manríquez, Fernando (* 1984), chilenischer Fußballspieler